# 弗龍格拉本河
49°53′46″N 9°36′58″E / 49.896099°N 9.616112°E
弗龍格拉本河是德國的河流，位於該國東南部，由巴伐利亞負責管轄，屬於弗蘭克巴赫河的左支流，河道全長0.5公里，流域面積1.1平方公里。